# Ultimasmentes
Ultimasmentes es el decimotercer disco en estudio de la banda española de Heavy metal Barón Rojo, lanzado en 2006. 
Fue grabado en los estudios Oasis de Madrid durante el mes de mayo de 2006, y puesto a la venta el 29 de noviembre. Fue publicado por el sello Santo Grial. Este disco es más homogéneo en lo que respecta a la composición, con un sonido más conservador que 20+, Cueste lo que cueste y Arma secreta, dejando a un lado los arreglos de viento y los temas más acústicos que aparecieron en discos anteriores. Contó con la particularidad de tener un tema compuesto y cantado por el bajista Ángel Arias, titulado "Nada que hablar", y uno compuesto por José Martos, titulado "El porvenir, un castigo". También se incluyó en el álbum la canción "El hombre de las cavernas", compuesta por Armando de Castro en 1997 para un proyecto en solitario que nunca vio la luz. Todos los temas están cantados por Carlos, salvo las instrumentales de apertura y cierre, el citado tema cantado por Arias y dos cantados por Armando, "En el centro de la tierra" y la balada "También por ti" 

## Lista de canciones
1. "Primerasmentes" - 1:12
2. "Al final, perderán" - 5:00
3. "Hombre de las cavernas" - 4:13
4. "Tu infierno" - 5:00
5. "Nada de que hablar" - 4:33
6. "Rock ´n´ Roll gang" - 4:53
7. "Caballo desbocado" - 4:01
8. "Leyenda negra" - 6:23
9. "El porvenir, un castigo" - 3:20
10. "En el centro de la Tierra" - 4:13
11. "Siervo de la confusión" - 5:04
12. "También por ti" - 6:46
13. "Ultimasmentes" - 0:50

## Formación
- Carlos de Castro - guitarra, voz
- Armando de Castro - guitarra, voz
- Ángel Arias - bajo, coros
- José Martos - batería, coros